# Fernando Gamboa
Fernando Andrés Gamboa est un footballeur international argentin né le 28 octobre 1970 à Marcos Juárez et ayant 15 sélections.

## Palmarès
- Copa América : 1991
- Championnat suisse : 2003